# 脇子八幡宮
脇子八幡宮（わきごはちまんぐう）は富山県下新川郡朝日町にある神社。

## 歴史
『日本紀略』には寛平元年（889年）8月22日に脇子神に従五位下を授けるとの記載があり、六国史以外に記載が見られる式外社に該当する。
治承年中、源平合戦が始まると、木曾義仲は以仁王の第一王子・北陸宮を越中国宮崎に迎え、社殿近くに御所を造り、元服を加え、平家打倒の戦勝祈願を行った。八幡宮には、この時、義仲が献進したとされる太刀が光正作の扇額4面・鏡1面とともに保管されている。
戦国時代には、上杉謙信など武士の祈願が多く行われた。
天正年間（1573年-1592年）、泊地区に社家を移築し、同地区の氏神となった。城山頂上はかつての宮崎城の城址であり、横尾の里宮に対して、ここには現在奥宮が存在する。
享保2年（1717年）、高波で泊町が被害を受けたのを機に翌年に泊町が現在地に大移動したため、当神社も享保5年（1720年）に現在地に社家を遷座した。
近代社格制度のもとで神社名を脇子八幡宮として明治6年（1873年）8月に郷社に列格した。昭和20年（1945年）に県社昇格の内定を受けていたが終戦となり、翌昭和21年（1946年）に県社となり、現在に至っている。

## 祭神
祭神名は「応神天皇」、「豊城入彦命」、「事代主神」、「北陸宮」としている。

## 創建
大宝2年（702年）、高向氏（高向大足）により、越中国と越後国の国境鎮護の神として脇子山に鎮祭されたと伝わる。

## 神階
従五位下（寛平元年(889年)8月22日）

## 神紋
ささりんどう

## 建造物
- 本殿 - 神明造
- 拝殿
- 神明社
- 奥宮 - 城山頂上

## 境内地
- 2,080坪[1]

## 主な行事
- 1月1日 - 神火受の神事、神前の浄火を受けた参拝者は、それを家に持ち帰る。
- 4月15日 - 春祭[1]
- 7月1日 - 例祭[1]
- 9月15日 - 秋祭[1]

## 交通
- あいの風とやま鉄道線泊駅から北東へ徒歩30分。（里宮）
- 脇子八幡宮より徒歩約1時間。（奥宮）